# Matthias Georg Kendlinger
Matthias Georg Kendlinger (* 1964 in Walchsee, Tirol) ist ein österreichischer Musiker, Dirigent und Komponist.

## Leben

### Werdegang
Kendlinger lernte ab seinem fünften Lebensjahr bei seinem Vater, der als Polier arbeitete, das Akkordeonspiel. 1981 stand er erstmals auf der Bühne. Nach einer Ausbildung zum Bürokaufmann war er musikalisch ein Autodidakt. Bis 1994 war er Leiter des Alpina Quintetts, das hauptsächlich volkstümliche Tanzmusik aufführte. Später absolvierte er ein Vordirigieren bei Leopold Hager und beschloss daraufhin, sich autodidaktisch dem Dirigieren zuzuwenden. Sein Debüt als Dirigent hatte er 2004 im Gewandhaus Leipzig.
1994 gründete Kendlinger in Kufstein eine Produktions- und Veranstaltungsagentur. 1998 rief er Das Österreichische K&K Ballett, 2002 die K&K Philharmoniker, 2003 den K&K Opernchor sowie 2016 die K&K Symphoniker ins Leben, mit welchen er die Klassik-Tourneen „Wiener Johann Strauß Konzert-Gala“, „Die schönsten Opernchöre“ und die „K&K Sinfoniekonzerte“ realisiert und in großen Konzerthäusern auftritt, darunter zum Beispiel die Kölner Philharmonie, die Hamburger Laeiszhalle und die Elbphilharmonie, das Berliner Konzerthaus, das Kultur- und Kongresszentrum Luzern, die Alte Oper Frankfurt, die Philharmonie am Gasteig und die Tonhalle Düsseldorf.
Kendlinger war zudem 1997 Mitbegründer und bis 1998 Geschäftsführer der Tiroler Festspiele Erl. Auch war er Initiator und künstlerischer Leiter der Tiroler Beethoven-Tage (2009–2015) und der Ukrainisch-Österreichischen Jugendorchester-Akademie (2013). Im Jahr 2017 gründete er in das Kendlinger Musikfestival in Lwiw/Ukraine, ein Musikfestival mit ausschließlich eigenen Kompositionen.
Bei den von ihm gegründeten Label DaCapo Austria und K21 (Classical music of the 21st century) erscheinen regelmäßig CD-Einspielungen und Konzert-DVDs.

### Wirken als Komponist
Seit 2006 wirkt Kendlinger auch als Komponist. 2014 eröffnete er ein „Komponierhäusl“ mit Kammermusiksaal im heimatlichen Schwendt in Tirol. Zu seinen Kompositionen zählen Volksmusik für Duo und Quartett (Polkas und Walzer), die in der Zeit von 1982 bis 1994 entstanden. Weiters komponierte er zahlreiche Märsche, Sinfonische Werke und Werke für Soloinstrumente und Orchester. Seine Werke brachte er mit seinem Orchester unter anderem im Gewandhaus Leipzig, in der Philharmonie Lwiw, in der Staatsoper Lwiw und in der Pfarrkirche Ebbs zur Aufführung.

### Privates
Kendlinger ist verheiratet; sein Sohn Maximilian ist ebenfalls Dirigent und leitet das von Matthias Kendlinger gegründete Orchester.

## Werke (Auswahl)
- Der verlorene Sohn, Sinfonische Dichtung op. 2 (UA 2006, Gewandhaus Leipzig)
- Manipulation, Sinfonie Nr. 1 op. 4 (UA 2012, Philharmonie Lwiw)
- Heilung, Meditative Dichtung für Streichorchester op. 6 (UA 2013, Pfarrkirche Ebbs)
- Larissa, Klavierkonzert Nr. 1 op. 7 (2014, Stefaniensaal Graz)
- Der Priester, Ouvertüre für Klavier o. op. (UA Staatsoper Lwiw)
- Unser Vater, Konzert für Violoncello und Orchester Nr. 1 op. 8 (UA 2016, Gewandhaus Leipzig)
- Unser Vater, Konzert für Violoncello und Klavier Nr. 1 op. 8a (UA 2017, Potocki-Palast Lwiw)
- Die Österreich-Ukrainische, Sinfonie Nr. 2 op. 9 (UA 2017, Philharmonie Lwiw)
- Menschenrechte, Sinfonie Nr. 3 op. 10 (UA 2018, Philharmonie Lwiw)
- Festfanfare Nr. 1 o. op. (UA 2018, Philharmonie Lwiw)
- Alpine Klänge für Hornquartett o. op. (UA 2018, Staatsoper Lwiw)
- Lebenslied (Song of Life) aus „Der Priester“ für Klavier und Bass o. op. (2018, Staatsoper Lwiw)

## Diskografie (Auswahl)
- Berühmte Märsche. Mit den K&K Philharmonikern. Livemitschnitt (Da Capo Austria)
- Kendlinger: Beethoven 5 / Schubert 7. Mit den K&K Philharmonikern (Da Capo Austria; 2009)
- Beethoven: Eroica, Egmont-Ouvertüre. Mit den K&K Philharmonikern (Da Capo Austria; 2010)
- Dvořák: „Aus der neuen Welt“ (Live) / Mozart: „Haffner“. Mit den K&K Philharmonikern (Da Capo Austria; 2010)
- Kendlinger dirigiert Strauß 2011. Mit den K&K Philharmonikern (Da Capo Austria; 2011)
- Richard Wagner 2013. Ouvertüren und Auszüge aus u. a. Lohengrin, Tannhäuser, Tristan und Isolde, Die Meistersinger von Nürnberg. Mit den K&K Philharmonikern, K&K Opernchor (Da Capo Austria)
- Kendlinger dirigiert Kendlinger: Sinfonie Nr. 1 Manipulation. Mit K&K Philharmonikern und K&K Opernchor (K21; 2013)
- Die schönsten Opernchöre III. Ukrainischer Nationalchor Lwiw, K&K Philharmonikern (Da Capo Austria; 2016)
- Best of Strauß. Sampler, 2014
- Carl Orff: Carmina Burana. Mit Anna Shumarina, Sopran; Tilmann Unger, Tenor; Stepan Drobitt, Bariton; Ukrainischer Nationalchor Lviv, K&K Philharmoniker (Da Capo Austria; 2017)
- Zharikov plays Kendlinger. Walzes and Polkas 1982–1989. Mit Dmytro Zharikov, Akkordeon (Da Capo Austria; 2016)
- Kendlinger dirigiert Strauß im KKL Luzern, 2017. Mit den K&K Philharmonikern (Da Capo Austria)
- Galaxy – Violinkonzert Nr. 1, Sinfonie Nr. 2. Mit Robert Stepanian, Violine; K&K Philharmoniker (K21; 2019)
- Kendlinger: Tschaikowsky. Auszüge aus u. a. Klavierkonzert Nr. 1, Schwanensee, Der Nussknacker. Mit Patrick Dermak, Klavier; K&K Philharmoniker (Da Capo Austria; 2019)
- Klavierkonzert Nr. 1 „Larissa“ / Ouvertüre „Der Priester“. Mit Philipp Scheucher, Klavier; K&K Philharmoniker (K21; 2019)

## Dokumentationen
- Der Volksmusiker – Matthias Kendlinger und sein Privatorcheste, ORF-Dokumentation, 2011[19]